# Turfani-medence
A Turfani-medence vagy más nevein Turpani-depresszió vagy Lukcsuni-medence (kínai: 吐魯番盆地) Kínához tartozó süllyedékterület Belső-Ázsiában.
Az ÉNy-kínai, Hszincsiang-Ujgur Autonóm Területhez tartozó kb. fél-Magyarországnyi terület a Tien-san déli lábánál, a hegység keleti végződésénél fekszik. Mintegy 200 km hosszú és 70 km széles tektonikus süllyedék. A medence magába foglalja a teljesen száraz Ajdingköl tavat , amely -154 méteres mélységével az ország legalacsonyabb pontja, és a második vagy a harmadik legalacsonyabb mélyedés a Földön.
A medence északi peremén található a híres Turfani-oázis, Turpan városával.
Éghajlata szélsőséges, kontinentális sivatagi, rendkívül száraz, szeles és forró. A vízforrásoktól távol a medencét nem fedi növényzet, a mezőgazdaság az oázisra korlátozódik.

## Fordítás
- Ez a szócikk részben vagy egészben  a   Turpan Depression című angol Wikipédia-szócikk fordításán alapul.  Az eredeti cikk szerkesztőit annak laptörténete sorolja fel. Ez a jelzés csupán a megfogalmazás eredetét és a szerzői jogokat jelzi, nem szolgál a cikkben szereplő információk forrásmegjelöléseként.